# Biserica de lemn din Sebiș

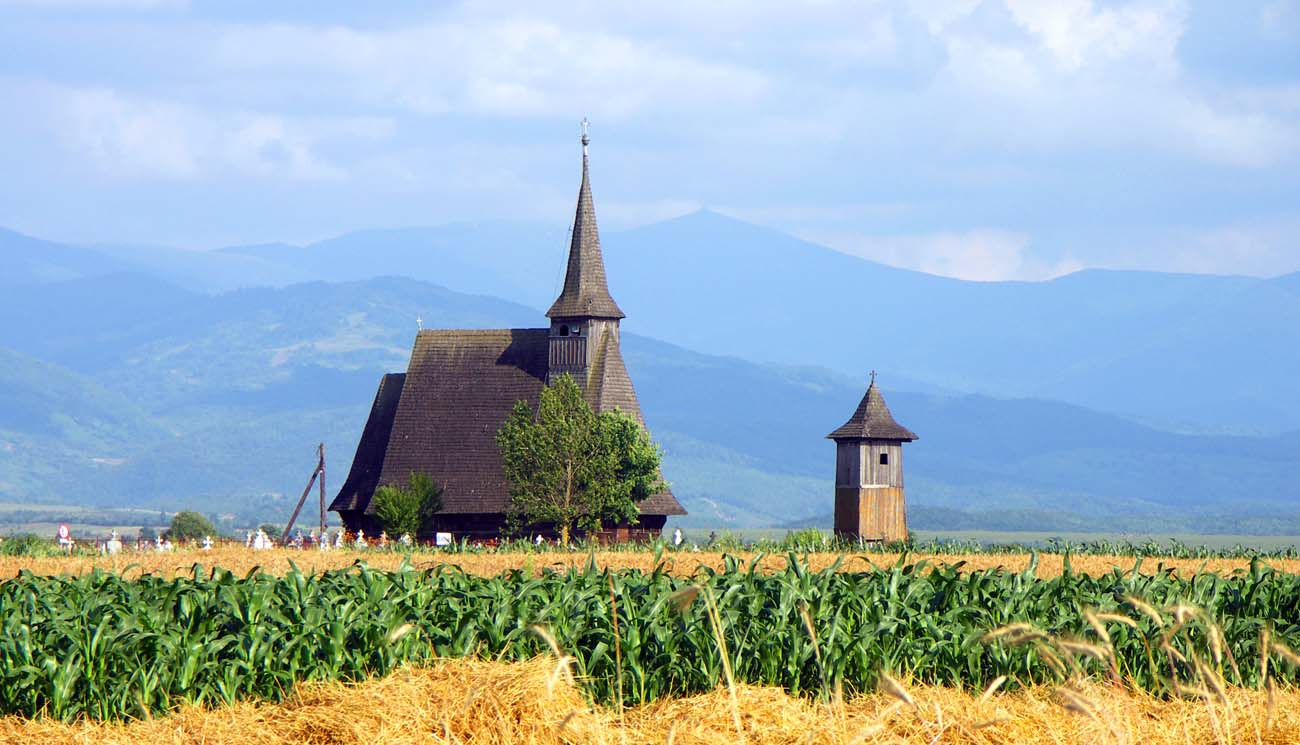
Biserica de lemn din Sebiș, din drumul spre Păcălești, 2008

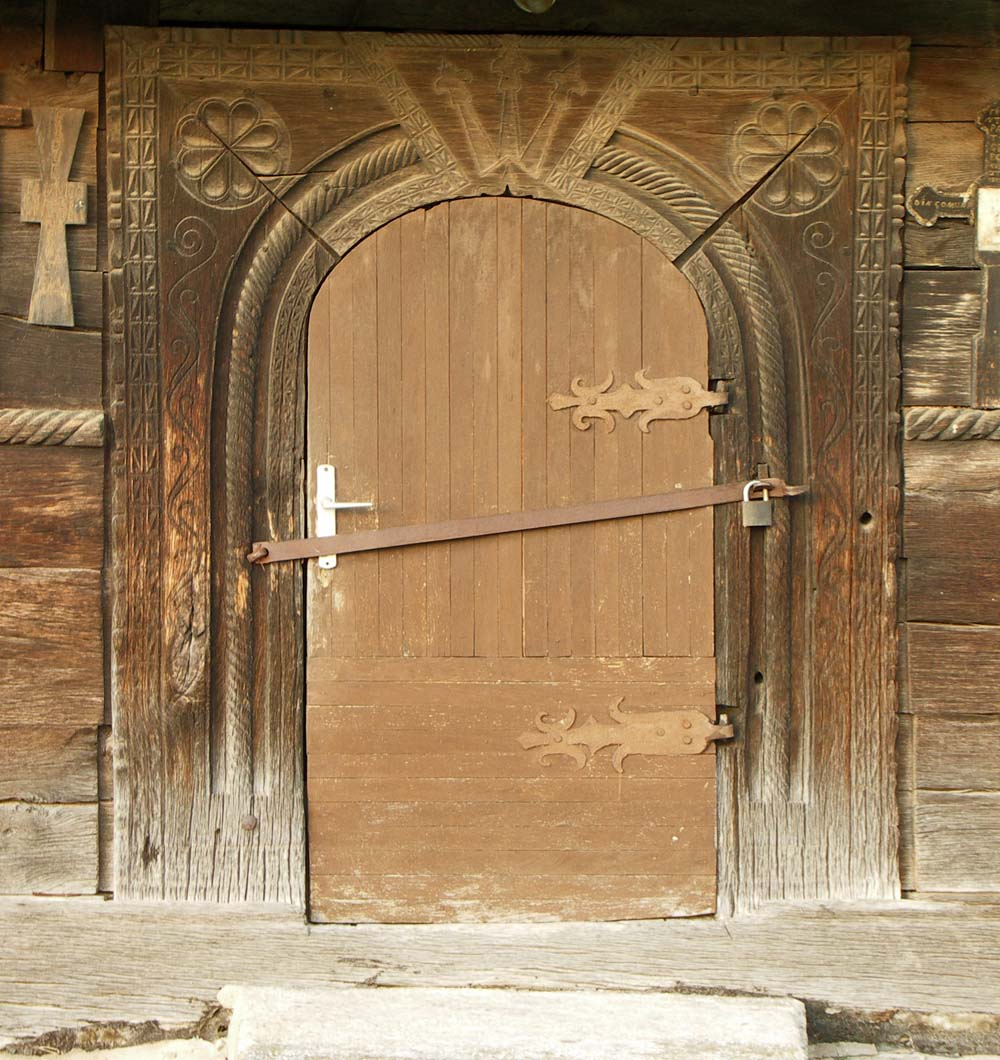
Portalul intrării, 2008

Biserica de lemn din Sebiș se află în localitatea omonimă din județul Bihor. Are hramul „Sfinții Arhangheli  Mihail și  Gavriil".
În anul 1724 satul avea o biserică de lemn acoperită cu șindrilă, este menționată din nou în 1752. La 1756 se spune: "biserica au construit-o strămoșii". Biserica de lemn ce se păstrează azi a fost construită după 1756 și înainte de 1764.
Pe peretele stâng al altarului se află inscripția: „Această s. biserică o am zugrăvit eu David din Țara Românească din orașul Curtea de Argeș fiind lăcuitor în Sichitealec. Pomelnic a lui Popa Vasile 1764". Deasupra intrării în tindă se află scris: " Zugravitu-s-a această sfântă beserică de le milostivu Dumnezeu prin îndemânarea preoților Vasile și Filimon Lupu". Biserica se află pe noua listă a monumentelor istorice sub codul LMI:  BH-II-m-A-01205.
A fost restaurată în 1959.

## Imagini

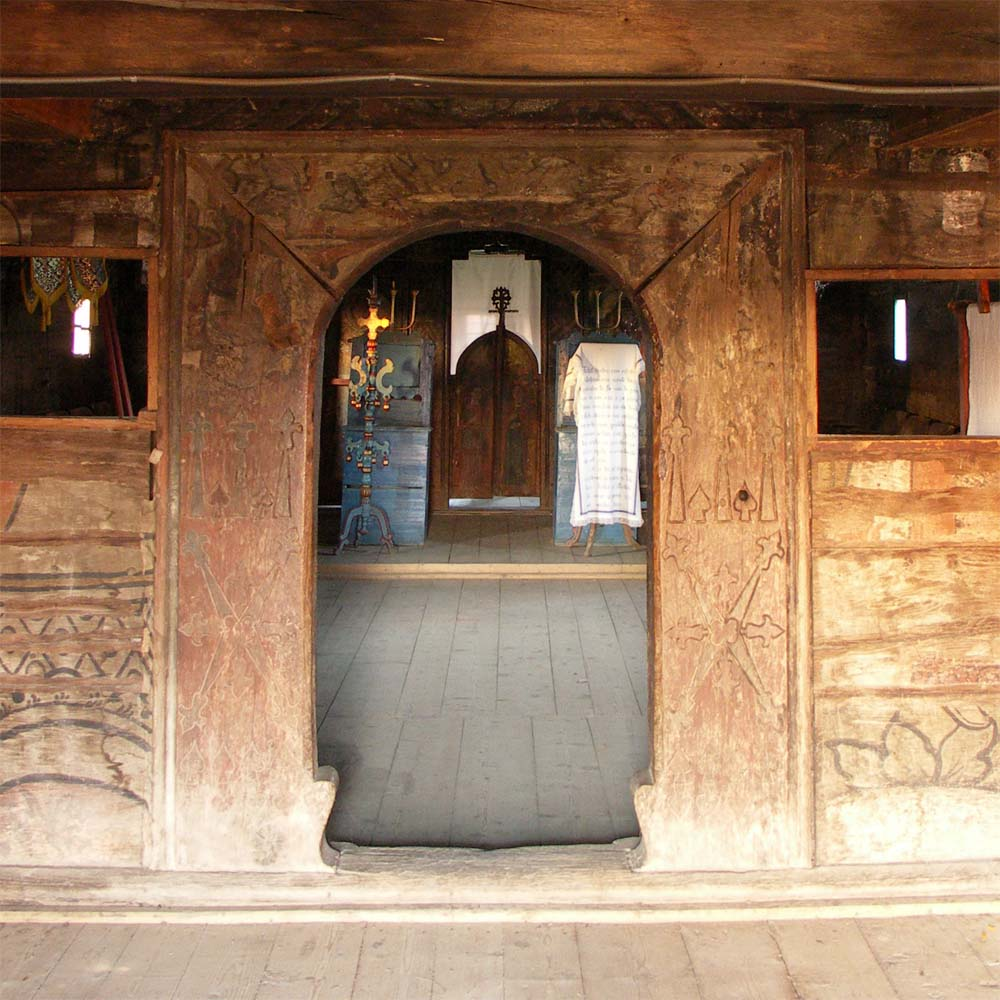
Portalul spre naos